# Лусіана
Лусіана (ісп. Luciana) — муніципалітет в Іспанії, у складі автономної спільноти Кастилія-Ла-Манча, у провінції Сьюдад-Реаль. Населення — 419 осіб (2010).
Муніципалітет розташований на відстані близько 180 км на південь від Мадрида, 38 км на захід від Сьюдад-Реаля.

## Демографія
Динаміка населення (INE ):

## Галерея зображень
- Розташування муніципалітету у провінції Сьюдад-Реаль